# Bodbysund
Bodbysund är en småort i Burträsks distrikt (Burträsks socken) i Skellefteå kommun, Västerbottens län (Västerbotten). 
I Bodbysund har det sedan 1997 funnits en miljöskola med cirka 60 elever per år.